# Guadalupe el Zapote
Guadalupe el Zapote är en ort i Mexiko.   Den ligger i kommunen La Trinitaria och delstaten Chiapas, i den sydöstra delen av landet, 900 km sydost om huvudstaden Mexico City. Guadalupe el Zapote ligger 966 meter över havet och antalet invånare är 486.
Terrängen runt Guadalupe el Zapote är huvudsakligen kuperad, men åt sydväst är den platt. Runt Guadalupe el Zapote är det ganska glesbefolkat, med 42 invånare per kvadratkilometer. Närmaste större samhälle är La Trinitaria, 13,5 km nordväst om Guadalupe el Zapote. Omgivningarna runt Guadalupe el Zapote är en mosaik av jordbruksmark och naturlig växtlighet.